# Dynastie Dogra
16 mars 1846 – juin 1952
La Dynastie Dogra (ou Dynastie Jamwal) est une dynastie Dogra Rajput (en) (des Rajput parlant le dogri) hindouiste qui a formé la maison royale du Jammu-et-Cachemire, État princier au sein du raj britannique. Elle descend d'une longue lignée de souverains attachés à la région de Jammu, qui remonterait au Xe siècle, et s'illustra particulièrement dans l'empire sikh.

## Histoire
La région globale du Cachemire était bouddhiste et hindoue avant de devenir progressivement musulmane à partir du XIVe siècle. Les Moghols s'emparent de la vallée du Cachemire en 1586, suivent les Afghans, puis les Sikhs.
Lors de la colonisation par l'Empire britannique, à la fin de la première guerre anglo-sikhe et au traité d'Amritsar qui a suivi, en 1846, le Cachemire devient un État princier gouverné par la dynastie Dogra, hindoue, avec une population très majoritairement musulmane.

Partition de l'Inde par les britanniques en 1947

En 1947, l'Inde prend son indépendance, les britanniques la divisent en régions musulmanes (Pakistan, dont le Pakistan oriental, correspondant aujourd'hui au Bengladesh) et non-musulmanes (Inde), laissant des milliers de minorités dans chaque régions.

## Liste des dirigeants
- Gulab Singh (1846–1856)
- Ranbir Singh (1856–1885)
- Pratap Singh (1885–1925)
- Hari Singh (1925–1952) (Monarchie abolie)
- Hari Singh (uniquement titre) (1952–1961)